# Іван Бек
І́ван Бек (нар. 29 жовтня 1909, Белград, Королівство Сербія — пом. 2 червня 1963, Сет, Франція) — югославський футболіст, гравець збірної Югославії на Чемпіонату світу 1930. Згодом змінив громадянство на французьке і виступав ще за збірну Франції.

## Біографія
Кар'єру гравця розпочав у рідному Белграді. Вже через три роки він переїхав до Шабаца, але надовго там не затримався. Того ж літа виїхав у Францію грати в ФК Сет, За сім років змінив прописку на «Сент-Етьєн», а кар'єру закінчив у Нім Олімпік.

## Нагороди
- Чемпіон Франції: 1934
- Володар Кубка Франції: 1930, 1934
- Фіналіст Кубка Франції: 1929
- Півфіналіст чемпіонату світу: 1930